# توزيعة روكس كلستر
توزيعة روكس كلستر (بالإنجليزية: Rocks Cluster Distribution)‏ هي توزيعة لينكس مصممة لعناقيد الحوسبة عالية الأداء.

## وصلات خارجية
- الموقع الرسمي